# Gobierno interino de Joaquín Suárez
El gobierno interino de Joaquín Suárez fue el período de gobierno interino y preconstitucional de Uruguay en el que Joaquín Suárez ejerció como gobernador y capitán general interino desde su designación el 2 de diciembre de 1828 hasta el 22 de diciembre del mismo año cuando el Gobernador electo por la Asamblea Constituyente José Rondeau asumió su mando. Durante estos veinte días, se decretó el cese de todas las autoridades extranjeras en el territorio y se aprobaron símbolos patrios.

## Antecedentes
Con el propósito de ponerle fin a la guerra argentino-brasileña por la soberanía de los territorios de la Provincia Oriental y las Misiones Orientales, las Provincias Unidas del Río de la Plata y el Imperio del Brasil firmaron en agosto de 1828 la Convención Preliminar de Paz, por la que acordaron renunciar a sus pretensiones sobre el llamado Estado de Montevideo y declararlo independiente.
El 1 de diciembre la Asamblea Constituyente en votación decidió designar como el futuro Gobernador de Uruguay a José Rondeau, pero como aún se encontraba en Argentina ejerciendo un cargo público, hasta tanto pudiera llegar y jurar el cargo designaron a Joaquín Suárez como gobernador sustituto, que ya había sido gobernador de la Provincia Oriental entre 1826 y 1827, y asume el 2 de diciembre.

## Política nacional
En los primeros días de diciembre las funciones de la Asamblea y del Gobernador estuvieron suspendidas para trasladar el centro de autoridad a la ciudad de Canelones. Durante su interinato como gobernador sustituto, Joaquín Suárez mantuvo una actitud «reservada» sin tomar decisiones importantes salvo las mencionadas a continuación.
Durante este período se aprobaron varios instrumentos jurídicos destacados. Uno de ellos fue sobre la identidad del Estado, que fue la ley del 6 de diciembre de 1828 que creó la versión original del Pabellón Nacional, dictada a pedido del gobernador Suárez. Cabe señalar que el número de franjas azul celeste era el de la cantidad de departamentos existentes en esa época. El artículo único de esta ley decía:

El pabellón del Estado será blanco con nueve listas de color azul celeste horizontales y alternadas, dejando en el ángulo superior del lado del asta un cuadro blanco en el cual se colocará un Sol.

El 13 de diciembre Suárez decretó el cese de todas las autoridades extranjeras en el territorio nacional, que al haber adquirido pleno ejercicio de su independencia y soberanía el Estado, la jurisdicción correspondía a las autoridades locales. También se le prohibió a los tribunales, autoridades públicas y ciudadanos en general obedecer o cumplir órdenes provenientes de poderes extranjeros. Aparte de lo anterior, también hace un compromiso del gobierno de respetar las personas, la propiedad, la libertad de expresión y de imprenta. Según Francisco Berra, este decreto expresó los deseos de quien lo creó, pero su contenido era más propio del de un dictador que tiene todo el poder del Estado en sus manos y de supeditar el Legislativo y el Judicial al Poder Ejecutivo.
Otra ley aprobada el 19 de diciembre y promulgada el 22 del mismo mes fue la de la Escarapela Nacional. El texto del artículo de la ley decía:

La Escarapela nacional será color azul celeste.